# Pehr Danielsson

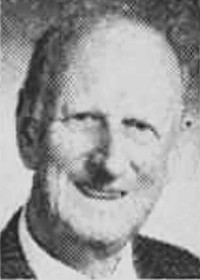
Pehr Danielsson.

Pehr Danielsson, född 16 januari 1891 i Karlskoga, död 1978 i Vevey, Schweiz, var en svensk arkitekt, huvudsakligen verksam i Stockholm.

## Biografi

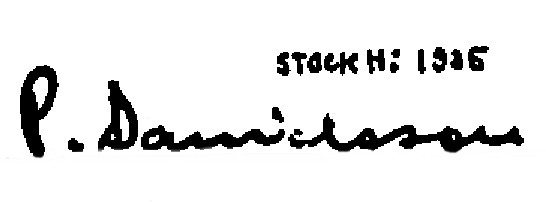
Namnteckning 1935.

Pehr Danielssons föräldrar var bruksdisponenten Carl Danielsson och Sigrid Danielsson, född Lagerhjelm. Efter studentexamen vid internatskolan Lundbergs 1911 följde studier vid Chalmers Tekniska Högskola i Göteborg 1916. Därefter flyttade han till Stockholm för att utbilda sig till arkitekt vid Kungliga Tekniska Högskolan 1917 och vid Kungliga Konsthögskolan 1920. Från mitten av 1920-talet var han verksam vid Stockholms stadsbyggnadsnämnd som förste byråarkitekt. 1937 utnämndes han till ordinarie arkitekt vid Stockholms stads stadsarkitektkontor. Båda befattningar hade han fram till sin pensionering 1958 då han bosatte sig med familjen i Schweiz.

## Arbeten
I Stockholms stadsbild har Danielsson lämnat några intressanta avtryck. Atlasmuren 16 (fastighet Loket 34) i Vasastaden gestaltades av honom 1928 i lekfull 1920-talsklassicism. 1935 ritade han, tillsammans med Adrian Langendal, bostadshuset Torphagsvägen 20 (fastighet Ollonskogen 3) i området Ekhagen på Norra Djurgården, nu i stram funktionalism. Båda fastigheter är grönmärkta av Stadsmuseet i Stockholm vilket innebär att de anses vara ”särskilt värdefulla från historisk, kulturhistorisk, miljömässig eller konstnärlig synpunkt”. Han ritade flera byggnader vid internatet Solbacka läroverk.

### Exempel
| Entré till Atlasmuren 16 i 1920-talsklassicism (1928) och Torphagsvägen 20 i funktionalismens stilriktning (1935). |  | Entré till Atlasmuren 16 i 1920-talsklassicism (1928) och Torphagsvägen 20 i funktionalismens stilriktning (1935). |
| Entré till Atlasmuren 16 i 1920-talsklassicism (1928) och Torphagsvägen 20 i funktionalismens stilriktning (1935). |  | |